# 菊地成孔
菊地 成孔（きくち なるよし、1963年〈昭和38年〉6月14日 - ）は、日本のサクソフォーン奏者・バンドマスター・作曲家、文筆家・非常勤講師。千葉県銚子市出身。

## 概要
銚子市立銚子高等学校を経て、音楽学校メーザー・ハウスサックス科卒業。作家の菊地秀行は実兄。公式サイトによれば、特定宗教は信仰していないが、好きな宗教は神道、仏教、キリスト教、イスラム教、ヒンドゥー教、ユダヤ教だという。
菊地は基本的に1980年代、1990年代は無名のジャズ・ミュージシャンだったが、1999年に大友良英ニュー・ジャズ・クインテットに参加したころから、徐々に音楽界で知られるようになっていった。さらに著書『東京大学のアルバート・アイラー』（2005）、TBSラジオ「菊地成孔の粋な夜電波」（2011）などにより知名度が高くなった。
スタジオ・ミュージシャンとして、多くのミュージシャンとジャムセッションをして来ている。マイルス・デイヴィスとジャン＝リュック・ゴダールを敬愛しており、本人はこれをして「ゴダール学部マイルス学科卒業」と称する。
実家は千葉県銚子の食堂であり、港町の歓楽街で育った。幼い頃からムード歌謡や、上京した兄が残していった蔵書に慣れ親しむ。学生時代は市民オーケストラでトランペットやファゴットを担当。高校在学時から勉学の成績が悪く浪人中もクラブに通い、結果的に無名の某大学文学部に入学するもすぐに退学したと話している。その後、友人のいる上智大学のジャズ研に10年ほど通う。
私塾「私立ペンギン音楽大学」を主宰するほか、アテネ・フランセ映画美学校の音楽美学講座メソッド科主任講師。メソッド科の講師は菊地のみ。東京大学教養学部（2004 - 2005）、国立音楽大学（2006 -）、東京芸術大学（2007-）、慶應義塾大学（2008-）、などでも非常勤講師を務める。慶應義塾大学アート・センター訪問所員。
文筆家としても多数の著書があり、雑誌への寄稿・連載なども多くしている。2004年より2013年までの約10年間、新宿歌舞伎町に仕事場を設けていたことから、「歌舞伎町の住人」としてメディアで紹介されることがある。

## 経歴
- 1983年
  - 加藤賢崇、岸野雄一らによるバンド、「東京タワーズ」のファンクラブ（常盤響創立）の会誌「京浜通信」に盛んに執筆[5]。その一部は2015年にリリースされた10枚組CDボックス「21世紀の京浜兄弟者」の封入冊子として再録されている。東京タワーズ周辺の音楽家集団「京浜兄弟社」と交流。
- 1984年
  - 音楽の専門学校「メーザー・ハウス」に入学。学科はサックス。兄の菊地秀行に借金してテナーを買う。在学中に教えを受けた「講師」に橋本一子がいた。横須賀の米軍基地において「フィフス・デイメンツ」のメンバーとして、初めて人前で演奏をおこなった[6]。
- 1986年
  - メーザー・ハウスでの仲間を中心に「TIPOGRAPHICA」を結成。
  - ウガンダのバックバンドへ参加。

- 1992年
  - ハラミドリ、河野伸と共に、「SPANK HAPPY」結成。
- 1993年
  - 「山下洋輔ニュー・トリオ」に参加。
  - リーダーとして最初に組織したグループ「菊地成孔トリオ」の活動開始（菊地の記憶では1995年に活動を開始している）。
- 1995年
  - 大友良英の「Ground Zero」に参加。
- 1997年
  - TIPOGRAPHICA解散。
- 1998年
  - 壊死性リンパ節炎にかかり東京女子医大・耳鼻咽喉科に約2か月入院。生死の境を彷徨う[2]。
- 1999年
  - 「東京ザヴィヌルバッハ」開始。「DATE COURSE PENTAGON ROYAL GARDEN」始動。
  - 「大友良英ニュー・ジャズ・クインテット」に参加。

- 2000年
  - 岩澤瞳をヴォーカルに迎え、SPANK HAPPYを再開（第二期）。
- 2002年
  - 私塾「ペンギン音楽大学」創設。
  - アテネ・フランセ運営の「映画美学校/音楽美学講座」楽理・編曲科主任講師に就任[2]。
  - 不安神経症を発症。精神分析治療と内気効のコントロールをベースにした整体により緩解[2]。
- 2003年
  - 初エッセイ集『スペインの宇宙食』刊行。
- 2004年
  - 大友良英ニュー・ジャズ・クインテットから脱退。
  - 東京大学駒場地区キャンパスにて音楽講義（「ジャズ〜20世紀アメリカ史」「マイルス・デイヴィス研究」）。
  - 4月5日、SPANK HAPPYから岩澤瞳が脱退。
  - 4月7日、初となるリーダーアルバム『DEGUSTATION A JAZZ』をリリース。
  - 7月、『歌舞伎町のミッドナイト・フットボール 世界の9年間とコマ劇場裏の6日間』を刊行。
  - 9月、講義録『憂鬱と官能を教えた学校 「バークリー・メソッド」によって俯瞰される20世紀商業音楽史』刊行。
- 2005年
  - 5月にリリースしたセカンドソロアルバム『南米のエリザベステイラー』を演奏するためのバンドとして、ペペ・トルメント・アスカラール結成。以降「菊地成孔とペペ・トルメント・アスカラール」名義でアルバムを発表していく。
- 2006年
  - 国立音楽大学の非常勤講師（ジャズ理論史）に就任。
  - 10月、SPANK HAPPY解散。
- 2007年
  - 4月25日を最後にDATE COURSE PENTAGON ROYAL GARDENの8年に及ぶ活動が終了[7]。渋谷O-Eastで行われた、『Franz Kafka's AMERIKA』リリースツアーファイナル公演のアンコールで再登場した菊地本人によって報告された。
  - 「菊地成孔ダブ・セクステット」結成。12月、ファーストアルバム『THE REVOLUTION WILL NOT BE COMPUTERIZED』をリリース。

- 2010年
  - 7月、DATE COURSE PENTAGON ROYAL GARDENがDCPRGに改称して新メンバーによる活動を再開。
- 2011年
  - ジャズの名門レーベル「インパルス!レコード」と契約。アジア圏のジャズミュージシャンとしては初[8]。
  - 個人事務所「ビュロー菊地」を設立。
  - TBSラジオにて「菊地成孔の粋な夜電波」放送開始。
- 2012年
  - 菊地成孔ダブ・セクステットに駒野逸美(Tb)が加入。新たに「菊地成孔ダブ・セプテット」として始動。
  - ニコニコチャンネルにて「ビュロー菊地チャンネル」を開設。日記・映画評・グルメエッセイなどのメルマガ、ポップアナリーゼなどの動画コンテンツを配信。
- 2013年
  - 個人事務所「ビュロー菊地」が法人格を取得し、菊地が代表取締役に就任。事務所移転に伴い歌舞伎町を去る。ソニー・ミュージックアーティスツ子会社のヴィレッジミュージックへの移籍を発表。自身のレーベル「Taboo」を設立。
- 2018年
  - DC/PRGより小田朋美を迎え、SPANK HAPPY再開（第3期）。
  - 12月29日の放送をもって「菊地成孔の粋な夜電波」終了。
- 2021年
  - 4月2日、DC/PRGがSTUDIO COASTでラストライブ「Hey Joe, We’re dismissed now/PARTY 2-TOKYO」を開催し解散した。
  - 私塾であるペンギン音楽大学の大学院生とともに、音楽制作ギルド『新音楽制作工房』を立ち上げる。
- 2022年
  - 「ラディカルな意志のスタイルズ」結成。メンバーは、菊地成孔（ss, as, ts, perc）、松丸契（as）、相川瞳（viv, perc）、林正樹（pf）、秋元修（dr）、北田学（bass cl）、Yuki Atori（bass）、ダーリンsaeko（perc）、アリガス（作曲）。衣装をHATRAが手掛けている。

## 音楽作品

### ソロ名義

#### アルバム
- DEGUSTATION A JAZZ (ewe / 2004年4月7日)
- CHANSONS EXTRAITES DE DEGUSTATION A JAZZ (ewe / 2004年4月21日) ※ミニアルバム
- DEGUSTATION A JAZZ authentique Bleu (ewe / 2004年10月21日)
- 南米のエリザベス・テイラー (ewe / 2005年5月2日)
- 菊地成孔00年代未完全集『闘争のエチカ "L' ethique de la lutte"（上/下巻）』 (ewe / 2010年10月30日)
  - DATE COURSE PENTAGON ROYAL GARDENのファースト・アルバム『REPORT FROM IRON MOUNTAIN』から、発売時の最新録音であった『退行』(『チェイス〜国税査察官〜』主題歌)までの、2000年代の菊地のあらゆる活動を網羅したデータが収録されたUSBメモリである。収録されたデータはすべて菊地本人が選んだものであり、上下巻それぞれに4ギガバイトのデータが収録され、上下巻合わせて音楽140トラック、映像150分、スチール100枚、テキスト5万文字に及ぶ。上巻は既発音源のセレクションを中心とした「ビギナー向け」、下巻はレア音源、映像を中心とした「マニア向け」となっている。

#### シングル
- 普通の恋 (Viewsic Discs / 2004年1月28日) ※菊地成孔 feat. 岩澤瞳名義
- 愛の感染 (dub inc. / 2006年3月10日)
  - 菊地秀行原作、映画『雨の町』のエンディング・テーマ。

### 共作
- うわさのバッファロー (OZ Disc / 1996年9月15日) ※「倉地久美夫・菊地成孔・外山明」名義
- 10 Minutes Older (Sycamore Records / 2003年12月13日) ※「COMBO PIANO&菊地成孔」名義
  - オムニバス映画『10ミニッツ・オールダー』のイメージアルバム。
- cure jazz (SPEEDSTAR RECORDS / 2006年7月19日) ※「UA×菊地成孔」名義
- 花と水 (ewe / 2009年3月25日) ※「菊地成孔×南博」名義
- “The End of Legal Fiction” Live at JZ Brat (Airplane Label / 2010年11月25日)※「濱瀬元彦 E.L.F Ensemble&菊地成孔」名義
- calendula (エイベックス・マーケティング (レーベルはcommmons) / 2011年7月13日) ※「naomi & goro & 菊地成孔」名義
- cure jazz reunion（TABOO、2014年10月）※「UA×菊地成孔」名義

### オリジナルサウンドトラック
- オリジナルサウンドトラック『大停電の夜に Wait Until Dark』 (ewe / 2005年11月10日)
- オリジナルサウンドトラック『パビリオン山椒魚』 (ewe / 2006年9月16日)
- 菊地成孔×爆問学問〜爆笑問題のニッポンの教養 (ewe / 2009年8月12日) ※iTunes Store配信限定
- 『パンドラの匣』オリジナルサウンドトラック (ewe / 2009年10月7日) ※iTunes Store配信限定
- NHK土曜ドラマ『チェイス〜国税査察官〜』オリジナルサウンドトラック (NHK出版 / 2010年6月2日) ※iTunes Store配信限定 NHK総合 2010年4月 - 5月 音楽担当、ED曲も唄っている。
- 菊地成孔×爆問学問〜爆笑問題のニッポンの教養 (NHK出版 / 2011年8月24日) ※iTunes Store配信限定
  - 前述の2009年に配信開始した同番組のサウンドトラックと同名だが、収録曲とアートワークは異なる。
- LUPIN the Third -峰不二子という女- オリジナルサウンドトラック (日本コロムビア / 2012年12月19日)
- 『オリジナル・サウンドトラック「機動戦士ガンダム サンダーボルト」』 (ヴィレッジレコーズ / 2016年6月15日)
- 『オリジナル・サウンドトラック「機動戦士ガンダム サンダーボルト」2』 (ヴィレッジレコーズ / 2017年11月15日)
- 『素敵なダイナマイトスキャンダル オリジナルサウンドトラック』 (ヴィレッジレコーズ / 2018年3月14日)[9]
- 『岸辺露伴は動かない』（2020年12月28日 - 12月30日・2021年12月27日 - 12月29日、NHK総合・NHK BS4K）
- オリジナルサウンドトラック『岸辺露伴 ルーヴルへ行く』（2023年）

### DC/PRG・dCprG・DCPRG・DATE COURSE PENTAGON ROYAL GARDEN
- REPORT FROM IRON MOUNTAIN （2001年）
- Structure et force （2003年）
- Franz Kafka's America （2007年）
- SECOND REPORT FROM IRON MOUNTAIN USA （2012年）
- Franz Kafka's South Amerika (featuring William Shakespeare) （2015年）

### SPANK HAPPY / FINAL SPANK HAPPY
- Freak Smile（1995年）
- Computer House of Mode（2002年）
- Vendôme, La Sick Kaiseki（2003年）
- 夏の天才（2018年5月30日）
- mint exorcist（2019年10月1日）※FINAL SPANK HAPPY名義
- SMOOTH ESCALATOR（2020年12月11日）※FINAL SPANK HAPPY名義
- ethic c/w フロイドと夜桜 (sweet voices mix)（2024年4月10日）

### 菊地成孔とペペ・トルメント・アスカラール
2005年に発表したソロ作品『南米のエリザベス・テイラー』をライヴで再現するために結成された12人編成(アレンジャーの中島ノブユキを含む)のスモール・オーケストラ。メンバーは、菊地成孔（サックス、ヴォーカル、指揮）、早川純（バンドネオン）、林正樹（ピアノ）、大儀見元（パーカッション）、田中倫明（パーカッション）、堀米綾（ハープ）、牛山玲名（第1ヴァイオリン）、田島華乃（第2ヴァイオリン）、舘泉礼一（ヴィオラ）、関口将史（チェロ）、鳥越啓介（コントラバス）。バンド名はスペイン語で、“ペペ”は「伊達男/女たらし」、“トルメント”は「拷問」、“アスカラール”は「砂糖漬け/甘ったるい」を意味する。
- 野生の思考 (la pensee sauvage) (ewe / 2006年10月10日)
- 記憶喪失学 (Estudios De Sîntoma De Pérdida De Memoria) (ewe / 2008年10月29日)
- Live Sessions (iTunes Exclusive) (ewe / 2008年11月12日) ※iTunes Store配信限定
- ライブ@歌舞伎町クラブハイツ (ewe / 2009年1月1日) ※iTunes Store配信限定
- New York Hell Sonic Ballet (ewe / 2009年10月28日)
- Baile Exorcisomo (ewe / 2009年11月25日) ※12inch限定
- LIVE at Liquid Room 2010.06.09 (OTOTOY/ewe / 2010年8月5日) ※OTOTOY配信限定
- LIVE at Blue Note Tokyo 2011 (OTOTOY/ewe / 2012年1月20日) ※OTOTOY配信限定
- 戦前と戦後 (TABOO / 2014年3月19日)
- 夜の歴史/菊地成孔とぺぺ・トルメント・アスカラールの十年 (TABOO / 2014年5月7日) ※ベストアルバム。選曲は菊地が行った。
- Pubis Angelical(「天使乃恥部」)（ビュロー菊地 / 2024年9月21日）※USB, La Nuitによる菊地成孔オリジナル香水「甘い混乱」「とても清らかで淫らな声」付き

### 菊地成孔ダブ・セクステット（菊地成孔ダブ・セプテット）
2007年より始動。2管ハード・バップ+ダブ・エンジニアという編成で、バンド・メンバー全員がクールストラティンのオーダーメイドのタイト・スーツを纏う。メンバーは、菊地成孔(ts) 類家心平(tp) 坪口昌恭(p) 鈴木正人(b) 本田珠也(ds) パードン木村(ダブ・エンジニアリング&ターン・テーブル)。菊地はこのバンドについて「糖度を最も低く設定したハードな物件」とする。60年代のマイルス・デイビス・クインテットを軸にポリリズムを際立たせ、ダブをコラージュする。2012年、駒野逸美(Tb)が加入し、新たに菊地成孔ダブ・セプテットとして始動。2017年6月のモーション・ブルー・ヨコハマでの公演をもって無期限の活動休止状態に入った。2025年、ブルーノート北京、ブルーノート上海、ブルーノート東京を周るリユニオンツアーを開催。
- THE REVOLUTION WILL NOT BE COMPUTERIZED (ewe / 2007年12月19日)
- Dub Orbits (ewe / 2008年7月16日)
- イン・トーキョー (ライブ盤) (ewe / 2008年11月21日)
- LIVE at BLUE NOTE TOKYO 2011.05.05 (ライブ音源) (OTOTOY/ewe / 2011年6月25日) ※OTOTOY配信限定

### JAZZ DOMMUNISTERS
2010年に結成された菊地成孔と大谷能生によるヒップホップ・クルー。名称の由来は、宇川直宏によるライブストリーミングサイト「DOMMUNE」で2010年から現在までの継続中のレギュラー番組「JAZZ DOMMUNE」（2012年に書籍化）から。
- BIRTH OF DOMMUNIST（ドミュニストの誕生） （ビュロー菊地 / Apollo Sounds、2013年11月）
- Cupid & Bataille, Dirty Microphone（TABOO、2017年6月）

### Q/N/K
- TOLD ME（2022年11月27日）
- 暗殺の森（2023年6月14日）
- 火星 feat. Henny K（2023年6月14日）
- Life is beautiful（2023年6月14日）
- 21世紀の火星（2023年7月14日）

### サイドマンとしての参加
- 大友良英ニュー・ジャズ・クインテット
  - Flutter（Tzadik、2001年5月）
  - Dreams（Tzadik、2002年3月）Otomo Yoshihide's New Jazz Ensemble名義
  - Live（DIW、2002年7月）
  - ONJQ + OE（DIW、2003年4月）Otomo Yoshihide's New Jazz Quintet & Tatsuya Oe名義
  - Tails Out（DIW、2003年11月）
- 安達祐実
  - 『Viva!AMERICA』（ビクターエンタテインメント、1996年12月）
- ムーンライダーズ
  - 『Bizarre Music For You』（Fun House、1996年12月）
- ピチカート・ファイヴ
  - 『さ・え・ら ジャポン』（日本コロムビア、2001年1月）
- カヒミ・カリイ
  - 『trapeziste』（ビクターエンタテインメント、2003年2月21日）
- UA
  - 『うたううあ』（SPEEDSTAR RECORDS、2004年3月3日）
  - 『SUN』（SPEEDSTAR RECORDS、2004年3月24日）
  - 『la』（SPEEDSTAR RECORDS、2004年10月20日）
- 中島ノブユキ
  - 『エテパルマ 〜夏の印象〜』（ewe、2006年7月）
  - 『パッサカイユ／PASSACAILLE』（ewe、2007年10月）
- 万波麻希
  - 『Journey of Higher Self Liberation / 自己解放の旅』（P-VINE、2006年3月）
  - 『The World of Sense』（P-VINE、2008年10月）
- 東京スカパラダイスオーケストラ
  - 『Goldfingers』（cutting edge、2010年10月）
- JUJU
  - 『DELICIOUS』（Sony Music、2011年11月）
- 伊藤ゴロー
  - ゲッツ／ジルベルト＋50（ユニバーサル クラシックス＆ジャズ、2013年6月）
- 高原兄＆安藤理恵
  - 名古屋ワンナイト・ラブ
- ヤリリン・クリリン（プロミスのCMキャラクター）
  - ヤリー BE GOOD

### セッションワーク
- BOYCOTT RHYTHM MACHINE II VERSUS Track 6 : 半野喜弘 vs 菊地成孔 (LASTRUM Music、2006年7月20日)

### 楽曲提供
- 市井由理
  - ピクニック・ラブ（アルバム『JOYHOLIC』収録）
- 小泉今日子
  - 大人の唄／Une chanson pour les grands（『Koizumi Chansonnier』収録）
- 小川範子
  - 波のトリコになるように（テレビアニメ『月詠 -MOON PHASE-』挿入歌）
- 電影と少年CQ
  - BLOOD PITT
  - ANGELIC（SPANK HAPPYのカバー曲）
  - 愛と血のやり方

### 作詞
- 市井由理
  - タイムマシン・ブレイカー、さよならの秘密、レインボー・スキップ(joyholic mix)、双子の恋人（『JOYHOLIC』収録）
- 野宮真貴
  - Elegance Under War（『DRESS CODE』収録）
- 山本麻里安
  - ヴィーナスと小さな神様（アニメ『NieA 7』エンディング・テーマ）
- Ahh! Folly Jet
  - ハッピーバースデー
- 渋谷慶一郎 feat.太田莉菜
  - サクリファイス (渋谷慶一郎との共作詞)
- 浜崎容子（アーバンギャルド）
  - ANGEL SUFFOCATION（ソロアルバム『Blue Forest』収録曲）
- 白鳥由里
  - メタル・リセ、助手席の恋人、ロリータはジャングルの教会へ行ったか？、市街地（4thアルバム『ニコル』収録）

### プロデュース
- Ahh! Folly Jet
  - 『Abandoned Songs From The Limbo』（Hot-Cha Records、2002年2月）
- 南博
  - 『Touches & Velvets Quiet Dream』（ewe、2004年11月）
- 類家心平 4 Piece Band
  - 『Sector b』（AIRPLANE LABEL、2011年9月）
- KILLER SMELLS
  - 『TARADO1&2』 （ビュロー菊地/AIRPLANE LABEL、2012年4月）
- ものんくる
  - 『飛ぶものたち、這うものたち、歌うものたち』 （AIRPLANE LABEL、2013年5月）
  - 『南へ』（TABOO、2014年10月）
  - 『世界はここにしかないって上手に言って』（TABOO、2017年7月）
- JUJU
  - 『DELICIOUS 〜JUJU's JAZZ 2nd Dish〜』（Sony Music、2013年6月）※サウンドプロデュース
- けもの
  - 『LE KEMONO INTOXIQUE』 （AIRPLANE LABEL、2013年9月）
  - 『めたもるシティ』（TABOO、2017年7月）
- Rinbjo（菊地凛子）
  - 『戒厳令』（TABOO、2014年12月）
- 大西順子
  - 『Tea Times』 （TABOO、2016年6月）
- 市川愛
  - 『My Love, With My Short Hair』（TABOO、2018年4月11日）
- 宇多田ヒカル
  - 『Hymne a l'amour 〜愛のアンセム〜』（EMIミュージック・ジャパン/イーストワールド、2010年10月）[11]
- オーニソロジー
  - 『101』（TABOO、2018年12月5日）
  - 『食卓』（ビュロー菊地、2023年2月1日）

### その他
- HUMAN NOISE (ビクターインビテーション / 1991年3月21日) ※DOOMへのゲスト参加
- ORIGINAL LOVE「沈黙の薔薇」（ポニーキャニオン / 2004年7月22日）※「あまく危険な香り」テナーサックス、ホーンアレンジ
- PCM15 BEAT MUSICS/ペンギン音楽大学院2015年度ブラックミュージッククラス卒業制作集
- ジャズ・レコード100周年記念コンピレイション　ジャズマンが選ぶ25曲 選盤/選曲・菊地成孔（ユニバーサル ミュージック、2017年5月）

## 書籍

### 著書
- 『スペインの宇宙食』（小学館、2003年）のち文庫
- 『歌舞伎町のミッドナイト・フットボール：世界の9年間と、新宿コマ劇場裏の6日間』（小学館、2004年）のち文庫
- 『サイコロジカル・ボディ・ブルース解凍：僕は生まれてから5年間だけ格闘技を見なかった』（白夜書房、2005年）のち白夜ライブラリー
- 『CDは株券ではない』（ぴあ、2005年）
- 『服は何故音楽を必要とするのか？ ：「ウォーキング・ミュージック」という存在しないジャンルに召還された音楽達についての考察』（INFASパブリケーションズ、2008年）
- 『ユングのサウンドトラック 菊地成孔の映画と映画音楽の本』（イーストプレス、2010年）
- 『あなたの前の彼女だって、むかしはヒョードルだのミルコだの言っていた筈だ：菊地成孔の格闘技/プロレスに関する発言集』（アスペクト、2013年）
- 『時事ネタ嫌い』（イーストプレス、2013年）
- 『レクイエムの名手：菊地成孔追悼文集』（亜紀書房、2015年）
- 『菊地成孔の欧米休憩タイム』（blueprint/垣内出版、2017年）
- 『あたしを溺れさせて。そして溺れ死ぬあたしを見ていて』（東京キララ社、2018年）
- 『菊地成孔の映画関税撤廃』（blueprint、2020年）
- 『次の東京オリンピックが来てしまう前に』（平凡社、2021年）
- 『戒厳令下の新宿: 菊地成孔のコロナ日記 2020.6-2023.1』（草思社、2023年9月25日）ISBN 4794226756
- 『クチから出まかせ 菊地成孔のディープリラックス映画批評』（集英社、2024年9月26日）
- 『刑事コロンボ研究 上』（星海社、2025年4月22日）

### 共著
- 『憂鬱と官能を教えた学校』大谷能生共著（河出書房新社、2004年）のち文庫
- 『東京大学のアルバート・アイラー-東大ジャズ講義録・歴史編』大谷能生共著（メディア総合研究所、2005年）のち文春文庫
- 『東京大学のアルバート・アイラー―東大ジャズ講義録・キーワード編』大谷能生共著（メディア総合研究所、2006年 のち文春文庫）
- 『200CD 菊地成孔セレクション：ロックとフォークのない20世紀』（学習研究社、2005年）
のち完全版『聴き飽きない人々：ロックとフォークのない20世紀』（学習研究社、2007年）※大谷能生、岡村詩野、高見一樹、D、長嶺修、沼田順、村井康司、yoshi-p共著（対談）
- 『M/D マイルス・デューイ・デイヴィスIII世研究』大谷能生共著（エスクァイア・マガジン・ジャパン、2008年）
- 『アフロ・ディズニー エイゼンシュテインから「オタク＝黒人」まで』大谷能生共著（文藝春秋、2009年）
- 『アフロ・ディズニー2 MJ没後の世界』大谷能生共著（文藝春秋、2010年）
- 『JAZZDOMMUNE』大谷能生共著（メディア総合研究所、2012年）
- 『菊地成孔の粋な夜電波 シーズン1-5 大震災と歌舞伎町篇』TBSラジオ共著（キノブックス、2017年）
- 『菊地成孔の粋な夜電波 シーズン6‐8 前口上とコントの爛熟期篇』TBSラジオ共著(キノブックス、2018年)
- 『菊地成孔の粋な夜電波 シーズン9‐12 安定期と母の死そして女子力篇』TBSラジオ共著(キノブックス、2019年)
- 『菊地成孔の粋な夜電波 シーズン13-16 ラストランと♂ティアラ通信篇』TBSラジオ共著(草思社、2020年)
- 『楽しい知識 菊地成孔・大谷能生の雑な教養』大谷能生共著（毎日新聞出版、2024年）

## 出演

### テレビ・ラジオ
- 「WANTED!」水曜日（大谷能生と共同）JFN系34局ネット27:00 - 29:00（木曜3:00 - 5:00）2005年4月4日 - 2006年3月29日
- 「情熱大陸」毎日放送,TBS系列局 2005年7月3日
- 「音遊人（みゅーじん）」テレビ東京 2005年11月12日、2006年9月2日
- 「THE UNIVERSE」火曜日 J-WAVE 26:00 - 28:00 2006年10月2日 - 2007年9月25日
- 「爆笑問題のニッポンの教養」NHK総合 2007年4月13日 -
- 「知るを楽しむ」NHK教育テレビ（マイルス・デイビス 帝王のマジック）2007年5月8日 - 5月29日
- 「菊地成孔の今夜は俺はひとりで」TBSラジオラジオワールド 2007年11月18日
- 「テレ遊びパフォー!」NHK総合 2008年4月 - 視聴者参加型番組のミュージック部門の「パフォーマスター」として投稿者の中から自分の気に入った作品投稿者を選出しコラボレーションさせる企画に主体的に参加している。また、自身もサックス奏者として演奏に参加したこともある。
- 「わたしが子どもだったころ」 NHK BShi 2009年10月7日、NHK総合 2009年11月15日
- 「菊地成孔と大谷能生の『憂鬱と官能を教えた学校』TV」フジテレビワンツーネクスト 2010年4月 -
- 「スタジオパークからこんにちは」NHK総合 2010年4月14日
- 「菊地成孔の粋な夜電波」TBSラジオ 2011年4月17日 - 2018年12月30日 メインパーソナリティ
- 「嵐にしやがれ」日本テレビ 2013年3月9日
- 「荻上チキ・Session-22」TBSラジオ - 番組テーマ曲を作曲。スペシャルウィークに登場することが多い。
- 「週末お悩み解消系ラジオ ジェーン・スー相談は踊る」TBSラジオ 2015年10月3日 代行MC

### 映画
- 雨の町（2006年）
- 素敵なダイナマイトスキャンダル（2018年） - 荒木さん 役